# Цфира, Браха
Браха Цфира (Цефира; ивр. ברכה צפירה‎; род. 15 апреля 1910 — ум. 1 апреля 1990) — израильская певица, лауреат премии Энгеля (1966).
Популярная в 1930-х гг. певица, исполнявшая песни на популярные еврейские мелодии. Цфира — израильтянка йеменского происхождения. Родилась в Иерусалиме, отец известный равин. В молодости обучалась музыке в Берлине, где познакомилась со своим первым мужем и композитором Наумом Нарди. Её песни способствовали сложению единого стиля израильской песни, сочетавшей европейские и восточные мотивы.
Сын Брахи Цфиры — известный израильский композитор-песенник Ариэль Зильбер, есть старшая дочь Наама Нарди.